# Windows Imaging Format Archive
Das Windows Imaging Format (WIM) ist ein dateibasiertes Datenträgerabbild- bzw. Archiv-Format, entwickelt von Microsoft für Windows Vista, Windows Embedded POSready 2009, Windows 7 und Windows Server 2008 (für deren Installation es auch verwendet wird).
Im Gegensatz zu gewöhnlichen Datenträgerabbild-Formaten für CD/DVD (wie .ISO oder .CUE/.BIN) bildet eine WIM-Datei keine physischen Sektoren ab, sondern enthält wie ein Archiv eine Anzahl von Dateien + Metadaten, die ein Dateisystem konstituieren (dateibasiertes Datenträgerabbild).

## Vorteile
- Unabhängig von physikalischen Sektoren: Hardware-unabhängig, kompakt
- Unterstützt Datenkompression (LZX-Algorithmus)
- Eine WIM-Datei kann mehrere Datenträgerabbilder enthalten (zum Beispiel unterschiedliche Versionen), wobei identische Dateien nur einmal für alle gemeinsam gespeichert sind (Single Instance Storage)
- WIM-Abbilder lassen sich live mounten und so leicht bearbeiten & verändern
- Ein WIM-Abbild kann in mehrere Teilarchive gesplittet werden (Dateiendung .SWM)

## ImageX
ImageX ist ein Kommandozeilen-Programm zum Erstellen, Mounten und Bearbeiten von WIM-Abbildern. Es ist Teil des Windows Automated Installation Kit (WAIK) von Microsoft.
ImageX Kommandozeilen-Optionen (Auswahl):
| Option    | Beschreibung                                                                    |
| --------- | ------------------------------------------------------------------------------- |
| /capture  | Erfasst ein Volume-Abbild in eine neue WIM-Datei                                |
| /append   | Hängt ein weiteres Volume-Abbild an eine vorhandene WIM-Datei an                |
| /delete   | Löscht ein Abbild aus einer WIM-Datei mit mehreren Abbildern                    |
| /dir      | Zeigt eine Liste von Dateien und Ordnern innerhalb eines Volume-Abbildes an     |
| /mount    | Hängt ein Abbild in das angegebene Verzeichnis ein (schreibgeschützter Zugriff) |
| /mountrw  | Hängt ein Abbild in das angegebene Verzeichnis ein (Lese-/Schreibzugriff)       |
| /commit   | Überträgt die an einem eingehängten WIM vorgenommenen Änderungen                |
| /unmount  | Abbild aushängen                                                                |
| /apply    | Datenträgerabbild auf dem angegebenen Laufwerk wiederherstellen                 |
| /compress | Kompressionsart auf keine, schnell oder maximal einstellen                      |
| /verify   | Überprüft doppelte und extrahierte Dateien                                      |
| /split    | WIM-Datei in mehrere .SWM-Teile aufteilen (schreibgeschützt)                    |
| /?        | Gibt gültige Kommandozeilenparameter für ImageX zurück                          |

## Nutzung
Prinzipiell kann unter allen unterstützten Windows-Versionen auf der Kommandozeile mit WIM-Dateien gearbeitet werden. Es gibt jedoch auch automatisierte Werkzeuge, die sich auf WIM stützen und die manuelle Arbeit damit erleichtern, etwa c’t-WIMage.